# سكوت دونكان
سكوت دونكان (بالإنجليزية: Scott Duncan)‏ هو شخصية أعمال أمريكي، ولد في 1983 في الولايات المتحدة.